# مطار بوفاريك
مطار بوفاريك (بالإنجليزية: Boufarik Airport)‏ هو مطار عسكري يقع في الجزائر.

## الحوادث
في يوم 11 أفريل 2018 تحطمت طائرة إليوشن إي أل-76 بعدما اقلعت منه بقليل ما أسفر عن وقوع 257 متوفي وعدم وجود ناجين.

## وصلات خارجية
- "DAAK @ aerobaticsweb.org". Landings.com. مؤرشف من الأصل في 2014-01-15.
- OurAirports - Boufarik